# Belgijske oborožene sile
Belgijske oborožene sile so oborožene sile Kraljevine Belgije.

## Vojaštvo
Vojaškega roka ni, je popolnoma profesionalna vojska.

## Sile v tujini
2001
- Nemčija - 1 mehanizirana pehotna brigada (2.000)
- STANAVFORLANT/STANAVFORMED - 1 fregata, 1 priobalni minolovec
- MCMFORMED - 1 priobalni minolovec
- BiH - 550 (SFOR II)
- Bližnji vzhod - 6 (UNTSO)
- Hrvaška - 1 (UNMOP)
- Indija/Pakistan - 2 (UNMOGIP)
- Italija - 4 F-16A (Operacija Deliberate Force)
- ZRJ - 900 (KFOR)
- Demokratična republika Kongo - 1 (MOMUC)
- Zahodna Sahara - 1 (MINURSO)